# Казино Констанци

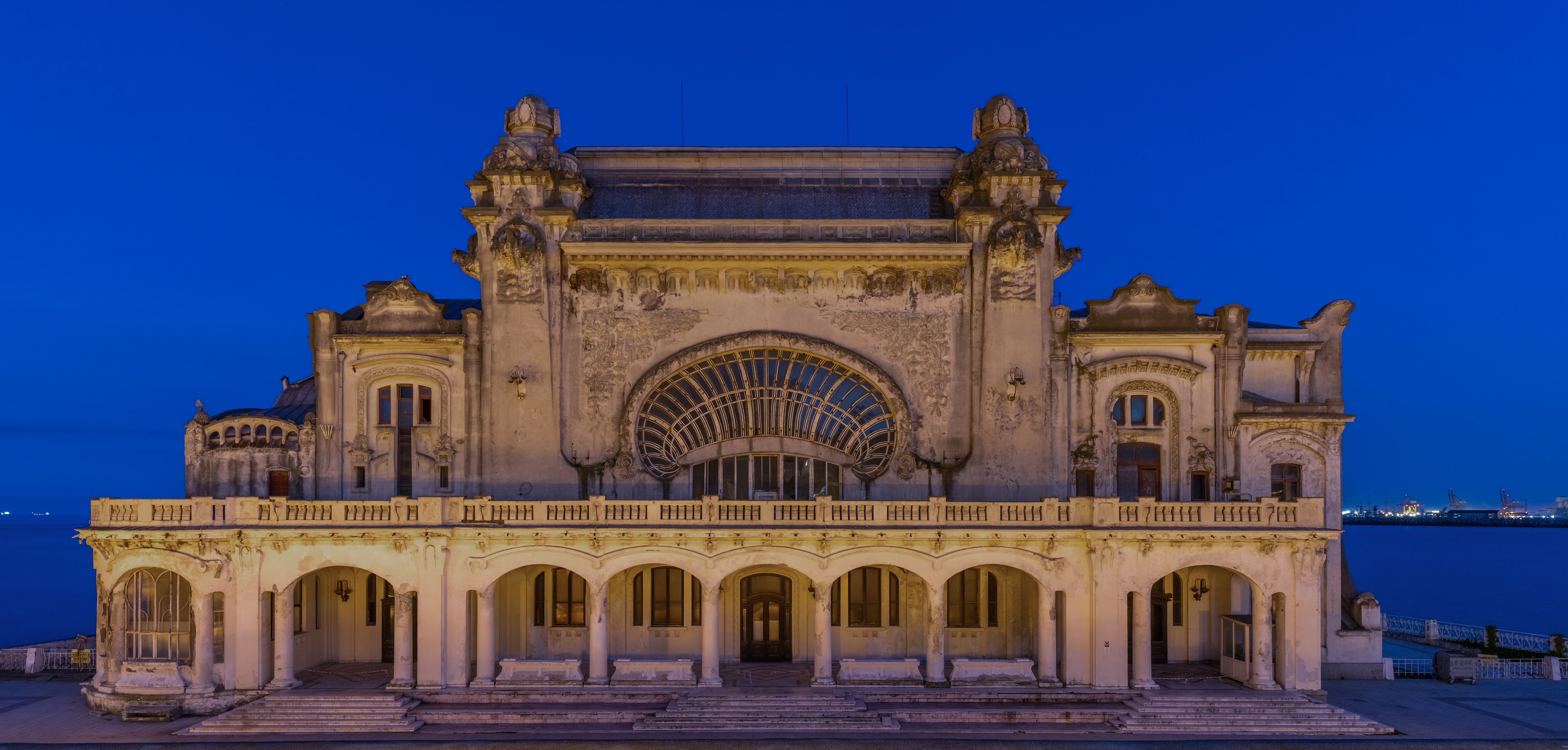
Казино Констанци

Казино Констанца (рум. Cazinoul din Constanța) — історична пам'ятка, розташована в місті Констанца, Румунія. Казино знаходиться на набережній Констанци на бульварі Елізабет, 2 уздовж Чорного моря в історичному районі міста.

## Історія

### Початок. Перша споруда (1880—1891)

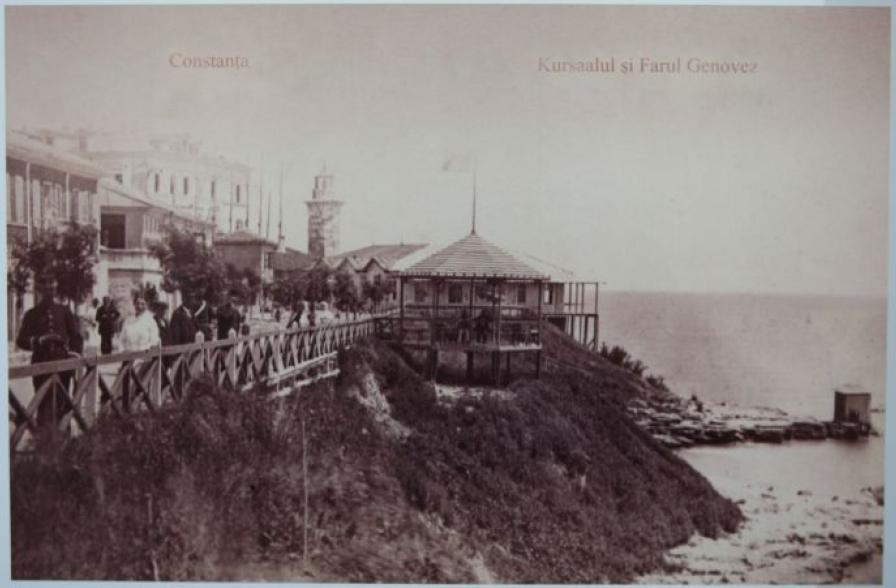
Перше казино в Констанці з генуезьким маяком

Перша споруда була зведена з дерева в 1880 році для того, щоб стати клубом та громадським центром для елітних і вищих верств суспільства. Колись вважалася румунським Монте-Карло та символом міста Констанца. Побудована у стилі модерн, спроектована згідно планів Даніеля Ренара і урочисто відкрита у серпні 1910 р.Перша версія казино Constanța була побудована з дерев'яного каркасу в 1880 році. Це була перша румунська споруда, побудована на березі Чорного моря незабаром після того, як Північна Добруджа потрапила під адміністрацію Румунії.
Будівля використовувала схили, щоб створити дві округлі тераси з метою забезпечення повного огляду скелі, моря та гавані Констанци з усіх кутів. Знаходилась поруч з Генуезьким маяком. В інтер'єрі був бальний зал, дві ігрові зали та дві зали для читання, де відвідувачі могли читати місцеву, національну та міжнародну пресу. Спочатку місто Констанца здало в оренду будівлю та приміщення підприємцям. Одним з таких підприємців казино був капітан Константин Креанге, син письменника Іона Креанге та батько Хорії Креанге, провідного румунського архітектора. Будівля приносила достатньо доходу для покриття технічного обслуговування, її знову здали в оренду багатим підприємцям. Регіональне дворянство часто відвідувало казино. У 1891 р. шторм майже повністю знищив булівлю, 29 січня 1892 р. було затверджено її знесення.

### Друга версія Казино (1893—1907)
Друга версія Казино була замовлена мером Беліком у 1893 році. Була побудована на тому ж місці з дерев'яного каркасу. В казино був танцювальний зал, кілька кімнат, але лише одна тераса до моря. У травні 1902 року капітан Константин Креанге звернувся до місцевого мера та керівництва міста з проханням видати будівлю в оренду. Він рекламував себе як шеф-кухаря, кваліфікованого кондитера та вільно говорив на двох мовах того часу. Він мав успіх, і будівлю передали йому в оренду за 2000 леїв на рік, з умовою, що він повинен «продавати товари та продукцію тільки найвищої якості» і використовувати "нафту найкращої якості для освітлення.
Про свої враження від казино румунський письменник Петре Вулкан писав: «Нашу увагу привернув павільйон, колони якого піднімаються від хвиль. З інтер'єру лунала музика, і веселі пари танцювали Бостон.»

### Найсучасніша версія казино (1910-сьогодні)
Найсучасніша версія казино експлуатувалася протягом 38 років, з перервами на дві світові війни. Казино було бомбардоване болгарськими та німецькими військами в Першій світовій війні, спустошене під час Другої світової війни. Певний час там діяла лікарня воєнного часу. У 1948 р. Комуністичний уряд перейшов до Будинку культури і використовував будівлю для партії до 1960 р.. Останній капітальний ремонт відбувся у 1986—1988 роках. У даний час будівля занедбана.

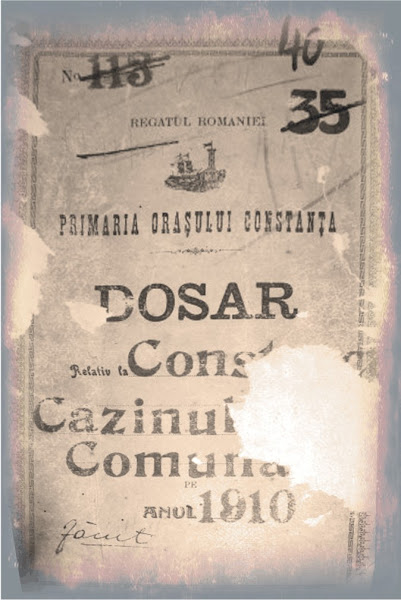
Техніко-економічне обгрунтування казино

Після приходу соціалізму до Румунії уряд вирішив перетворити казино на Будинок культури для підтримки комуністичної пропаганди. Казино було відремонтовано комуністичним урядом загоном, що складався із 100 політичних в'язнів з трудових таборів Поарта Альба, під керівництвом заступника інженера Ауреля Маранеску. Наприкінці липня 1952 року будівлю було відновлено трьома полковниками Секурітате, які відповідали за нагляд за в'язнями та проектом: Альбон, Козмічі та Крачюн. У 1956 році будівля була оголошена частиною національного багатства.

## Сучасна епоха
Через великі експлуатаційні витрати будівля залишається закритою з 1990 року. Останній капітальний ремонт будівлі відбувся у 1988 р.
Мерія Констанци намагалася відновити будівлю в 2006 році. У 2007 році казино було передане в оренду ізраїльській групі «Queen» на 49 років. Після численних затримок місцева влада повернула будівлю з більшими пошкодженнями, ніж до передачі ізраїльській компанії.
У 2014 році був проведений аукціон для укладання контракту на виконання реабілітаційних робіт у казино, в якому підписалися 5 приватних компаній. Усі п'ять фірм були дискваліфіковані за те, що вони не відповідали мінімальним кваліфікаційним стандартам, встановленим урядом. Настав період апеляцій та судових процесів, тим часом казино залишалося занедбаним.
На реконструкцію казино було виділено 10 мільйонів євро, але через судові спори гроші та казино залишились недоторканими. Мер Констанціиу 2018 році Децебал Фаґадау оголосив, що місто Констанца розпочне громадські роботи та заходи з охорони природи. Завершення робіт мало відбутися 14 листопада 2018 року.